# The Address
The Address (en árabe: العنوان‎) es un rascacielos situado en el emirato de Dubái. Mide 302,2 metros de altura y se encuentra en el Centro Dubái, a un lado del Dubai Mall y del Burj Khalifa.

## Descripción
El edificio es el número 19 más alto en Dubái. La torre es una estructura alta en el desarrollo masivo del llamado Downtown Dubai, que incluye el edificio Burj Khalifa. La torre empezó sus ventas en abril de 2008, convirtiéndose en el sexto edificio más alto de Dubái y la más alta en el mundo en el puesto 36. La torre de 845 millones se completó en septiembre de 2008.
Este rascacielos alberga 626 apartamentos con diferente uso. Cuenta con un hotel 5 estrellas de 196 habitaciones. Muchos de los servicios que se ofrecen incluye 8 restaurantes y bar, piscina, peluquerías, salones de belleza, centros de descuentos, entre otros. Este rascacielos queda empequeñecido al lado del Burj Khalifa aun cuando es uno de los hoteles más altos del mundo.

## Incendio de Año Nuevo (2015-2016)
El 31 de diciembre de 2015, alrededor de las 21:30 horas (local UTC+4), se desató un incendio en un balcón del piso 20 del hotel y se extendió rápidamente a los pisos superiores debido al viento, causando extensos daños. El hotel fue evacuado en su totalidad antes de las 22:00 horas (local), así como el cercano centro comercial Dubai Mall por precaución. En dicho centro comercial cundió el pánico entre las personas y se produjeron algunos desmayos.
Pasadas las 23:00 horas se reportó peligro de derrumbe del edificio en llamas. Cayeron escombros del edificio a los alrededores, provocando pánico entre los transeúntes. Cabe destacar que en la ciudad se encontraba un gran número de turistas (se reportaron cerca de un millón) con motivo del espectáculo de fuegos artificiales de Año Nuevo en el Burj Khalifa, que se realizó mientras el edificio ardía. De hecho, el edificio tenía todas las habitaciones ocupadas y estaba repleto de turistas que querían tener una visión clara de los fuegos artificiales.
La cadena de noticias CNN informó en directo de varias grandes explosiones minutos antes de las 24:00 horas y durante el espectáculo de medianoche aumentó la intensidad del incendio, así como la cantidad de escombros que caían y el humo que emanaba. Dicha cadena informó inicialmente que el incendio fue causado por una cortina, aunque oficialmente las causas se desconocen. Un representante de la Defensa Civil de la ciudad declaró que estaban trabajando cuatro equipos de extinción de incendios para controlar el fuego. Minutos antes de la medianoche, las autoridades locales informaron de que el incendio ya había sido sofocado en un 90%. Una vez que se contuvo el incendio, el objetivo de las autoridades locales fue asegurarse de que no se extendiera, para lo que llevaron a cabo procesos de enfriamiento, y buscar a posibles personas atrapadas.
Se identificaron a catorce heridos intoxicados por humo y dos heridos de gravedad mediana. Además, una persona falleció durante la evacuación a causa de un ataque cardíaco. El periódico británico Daily Mail informó de que un médico dijo que en un hospital habían tratado hasta a sesenta personas con heridas leves o problemas derivados de la inhalación del humo. El periódico Times of India informó de que un fotógrafo, que pidió no ser identificado, quedó atrapado en su balcón del piso 48 del hotel cuando se estaba preparando para fotografiar los fuegos artificiales de Dubái, con el fuego a unos diez metros de distancia. Posteriormente fue rescatado.
Los individuos que sufrieron inhalación de humo y lesiones menores fueron tratados en el lugar del incendio por veinte médicos y cincuenta enfermeras de la Autoridad de Salud de Dubái. El director general de la Defensa Civil de Dubái, el general Rashid Thani Rashid Al Matroushi, dijo que todos los residentes del hotel fueron evacuados, que ningún niño resultó herido, que el incendio solo afectó a la parte exterior del edificio y que la mayoría de su interior no fue afectado. Varias personas se quejaron de que durante el incendio no se activaron ni la alarma de incendios ni el sistema de rociadores.
Las autoridades de Dubái anunciaron el realojamiento de los huéspedes del hotel. Al mismo tiempo, algunos habitantes propusieron a través de las redes sociales a los turistas afectados que se alojaran en sus hogares. Cinco horas después del inicio del incendio, las llamas fueron sofocadas totalmente. Sin embargo, en la mañana del 1 de enero de 2016 continuaba saliendo humo del edificio. La Oficina de Información de Dubái reportó que quedaban varios focos de incendio en algunos balcones.
Han surgido críticas por la alta cantidad de capas de material de revestimiento en la parte exterior del edificio para el aislamiento ya que contribuyó a la propagación del fuego.

## Galería

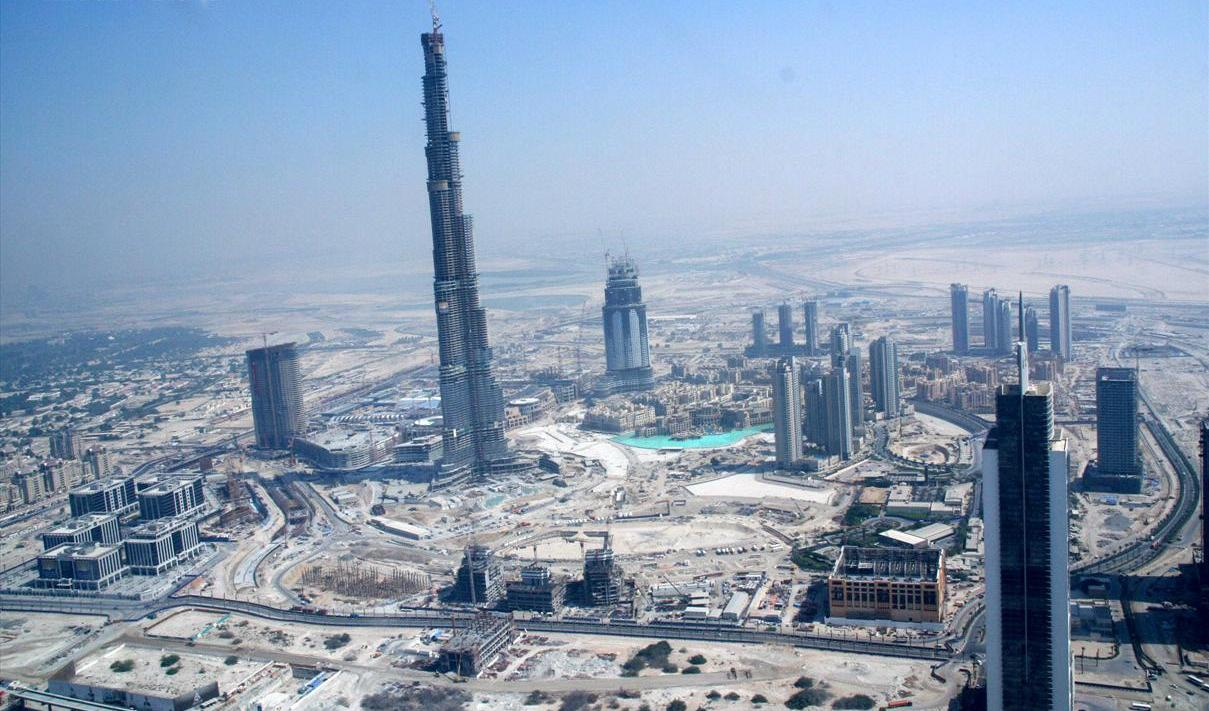
18 de octubre del 2007
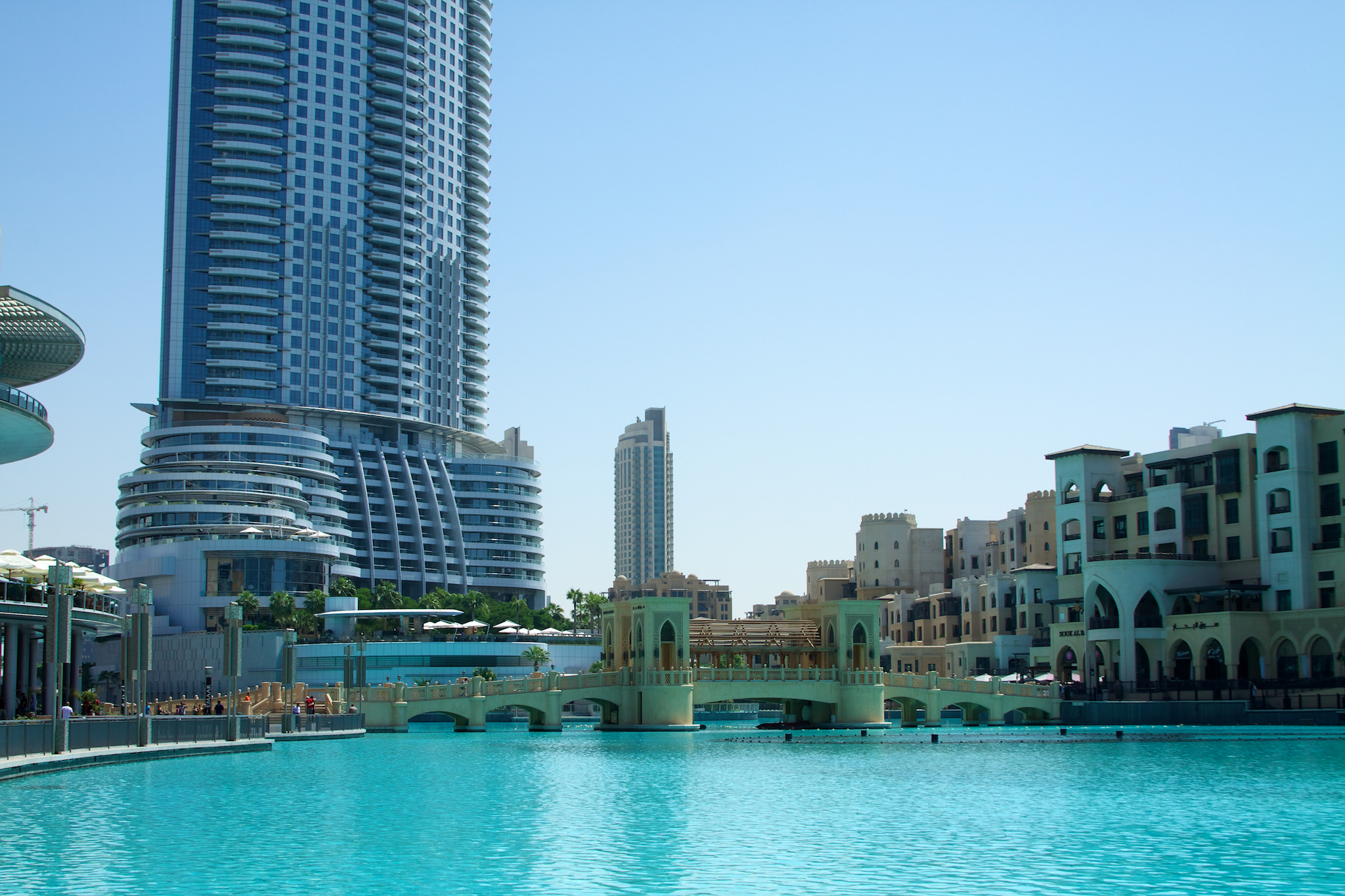
The Address desde el Fuente de Dubái en 2010